# 함안 칠원산성
함안 칠원산성(咸安 漆原山城)은 대한민국 경상남도 함안군 칠원읍에 있는 시대미상의 산성이다.
1993년 12월 27일 경상남도의 문화재자료 제202호 함안산성으로 지정되었다가, 2018년 12월 20일 현재의 명칭으로 변경되었다.

## 개요
칠원산성은 경상남도 함안군 칠원면에 있는 해발 250m의 산정상에 돌로 쌓은 성이다. 총 길이가 450m인데 동·서의 길이가 180m, 남북 길이가 57m인 타원형 산성이다.
산성을 쌓은 시기는 정확히 알 수 없으나 마을주민들의 말에 의하면, 임진왜란 때 사용한 성이라 하며, 1917년에 조사된 『조선고락조사보고』에는 칠원면 유원리와 칠서면 신산리에 돌로 쌓은 유원리 산성으로 기록되어 있다.
현재 성벽 일부는 허물어진 상태이나 문터가 남아있으며, 성 안에는 건물터가 남아있다.

## 참고 자료
- 함안 칠원산성 - 국가유산청 국가유산포털